# Samantha Spiro
Samantha Spiro (Mill Hill, 20 giugno 1968) è un'attrice e cantante britannica, attiva in campo teatrale, televisivo e cinematografico.

## Biografia
Samantha Spiro è nata in una famiglia ebraica a Whitechapel ed è cresciuta a Radlett, nell'Hertfordshire. Ha cominciato a recitare da giovane con il National Youth Theatre e ha studiato recitazione alla Webber Douglas Academy of Dramatic Art. Nel corso degli anni si è affermata come una delle principali interpreti di musical nel West End di Londra, oltre a recitare anche a Chichester e Chicago. Particolarmente apprezzate sono state le sue interpretazioni in Merrily We Roll Along ed Hello, Dolly!, per cui ha vinto il Laurence Olivier Award alla migliore attrice in un musical rispettivamente nel 2001 e nel 2009. Ha recitato in ruoli da protagonista anche in diversi altri musical, tra cui A Little Night Music (Chicago, 2004), Funny Girl (Chichester, 2008), Company (Sheffield, 2011) e Guys and Dolls (Londra, 2016).
Attiva anche nel campo del teatro di prosa, è un'apprezzata interprete dell'opera di Shakespeare ed ha recitato, tra gli altri, nei ruoli di Audrey e Celia in Come vi piace, Ermia, Titania ed Ippolita in Sogno di una notte di mezza estate, Maria ne La dodicesima notte, Beatrice in Molto rumore per nulla e Lady Macbeth in Macbeth al Globe Theatre. Ha ha recitato a lungo anche sul piccolo e grande schermo, recitando in serie televisive come Metropolitan Police, London Spy e Sex Education, oltre ad aver interpretato Melessa Tarly nella settima stagione de Il Trono di spade.
È sposata con Mark Leadbetter dal 2002 e la coppia ha avuto due figli.

## Filmografia parziale

### Cinema
- Guru in Seven, regia di Shani Grewel (1998)
- La vera storia di Jack lo squartatore - From Hell (From Hell), regia dei fratelli Hughes (2001)
- Io prima di te (Me Before You), regia di Thea Sharrock (2016)
- One Life, regia di James Hawes (2023)
- Hoard, regia di Luna Carmoon (2023)
- Scomode verità (Hard Truths), regia di Mike Leigh (2024)

### Televisione
- Metropolitan Police – serie TV, episodio 10x06 (1994)
- Beyond Bedlam – serie TV, episodio (1994)
- The Knock – serie TV, episodio 1x01 (1994)
- Cold Feet – serie TV, 3 episodi (2001)
- Grandma's House – serie TV, 12 episodi (2010-2012)
- Bad Education – serie TV, 3 episodi (2013)
- London Spy, regia di Jakob Verbruggen – miniserie TV, 4 puntate (2015)
- Il Trono di Spade (Game of Thrones) – serie TV, episodio 6x06 (2016)
- Tracey Ullman's Show – serie TV, 13 episodi (2016-2018)
- Doctor Who – serie TV, episodio 10x12 (2017)
- Doc Martin – serie TV, episodio 8x06 (2017)
- Agatha e la verità sull'omicidio del treno (Agatha and the Truth of Murder), regia di Terry Loane – film TV (2018)
- Sex Education – serie TV, 24 episodi (2019-2023)
- L'amore e la vita - Call the Midwife (Call the Midwife) – serie TV, episodio 9x05 (2020)
- L'ispettore Barnaby (Midsomer Murders) - serie TV, episodio 22x05 (2021)
- Ridley Road – serie TV, 4 episodi (2021)
- Vera – serie TV, episodio 12x01 (2023)
- Still Up – serie TV, episodio 1x05 (2023)

### Doppiaggio
- Anna Frank e il diario segreto (Where Is Anne Frank), regia di Ari Folman (2021)

## Teatro
- The Boys from Syracuse, libretto di George Abbott e Lorenz Hart, musiche di Richard Rodgers. Regent's Park Open Air Theatre di Londra (1992)
- Macbeth di William Shakespeare, regia di Bill Baunt. Regent's Park Open Air Theatre di Londra (1992)
- Lady, Be Good, libretto di Guy Bolton, Ira Gershwin e Fred Thompson, colonna sonora di George Gershwin, regia di Ian Talbot. Regent's Park Open Air Theatre di Londra (1992)
- Come vi piace di William Shakespeare, regia di Maria Aitken. Regent's Park Open Air Theatre di Londra (1992)
- Sogno di una notte di mezza estate di William Shakespeare, regia di Ian Talbot. Regent's Park Open Air Theatre di Londra (1992)
- Tons of Money di Will Evans e Arthur Valentine, regia di David Conville. Mercury Theatre di Colchester (1992)
- Sogno di una notte di mezza estate di William Shakespeare, regia di Delena Kidd. Tournée mondiale (1993)
- Glyn & "It", scritto e diretto da Richard Cottrell. Yvonne Arnaud Theatre di Guilford (1993)
- How the Other Half Conquer Loves di Alan Ayckbourn, regia di Penelope Keith. Theatre Royal di Windsor (1994)
- On The Piste di Josef Weinberger, regia di Graham Watts. Hull Truck di Hull (1994)
- Teechers di John Godber, regia di Graham Watts. Hull Truck di Hull (1995)
- Come vi piace di William Shakespeare, regia di Polly Irvin. Tournée britannica (1997)
- Roots di Arnold Wesker, regia di John Retallack. Watford Palace Theatre di Watford (1997)
- Cleo, Camping, Emmanuelle and Dick, scritto e diretto da Terry Johnson. National Theatre di Londra (1998)
- Acrobati di Tom Stoppard, regia di Bill Alexander. Birmingham Repertory Theatre di Birmingham (1999)
- Come vi piace di William Shakespeare, regia di Michael Grandage. Crucible Theatre di Sheffield (1990)
- Merrily We Roll Along, libretto di George Furth, colonna sonora di Stephen Sondheim, regia di Michael Grandage. Donmar Warehouse di Londra (2000)
- Bedroom Farce di Alan Ayckbourn, regia di Loveday Ingram. Aldwych Theatre di Londra (2002)
- Sogno di una notte di mezza estate di William Shakespeare, regia di Michael Grandage. Crucible Theatre di Sheffield (2003)
- A Little Night Music, libretto di Hugh Wheeler, colonna sonora di Stephen Sondheim, regia di Gary Griffin. Chicago Shakespeare Festival di Chicago (2004)
- Two Thousand Years, scritto e diretto da Mike Leigh. National Theatre di Londra (2005)
- The Family Plays di Joakim Pirinen, regia di Joe Hill-Gibbins. Royal Court Theatre di Londra (2007)
- Funny Girl, libretto di Isobel Lennart e Bob Merrill, colonna sonora di Jule Styne, regia di Angus Jackson. Minerva Theatre di Chichester (2008)
- La dodicesima notte di William Shakespeare, regia di Michael Grandage. Wyndham's Theatre di Londra (2008)
- Molto rumore per nulla di William Shakespeare, regia di Timothy Sheader. Regent's Park Open Air Theatre di Londra (2009)
- Hello, Dolly!, libretto di Michael Stewart, colonna sonora di Jerry Herman, regia di Timothy Sheader. Regent's Park Open Air Theatre di Londra (2010)
- Chicken Soup with Barley di Arnold Wesker, regia di Dominic Cooke. Royal Court Theatre di Londra (2011)
- Filumena Marturano di Eduardo De Filippo, regia di Michael Attenborough. Almeida Theatre di Londra (2012)
- Company, libretto di George Furth, colonna sonora di Stephen Sondheim, regia di Jonathan Munby. Crucible Theatre di Sheffield (2012)
- La bisbetica domata di William Shakespeare, regia di Toby Frow. Shakespeare's Globe di Londra (2012)
- Macbeth di William Shakespeare, regia di Eve Best. Shakespeare's Globe di Londra (2013)
- Kafka's Dick di Alan Bennett, regia di David Grindley. Theatre Royal di Bath (2014)
- Di and Viv and Rose di Amelia Bullmore, regia di Anna Mackmin. Vaudeville Theatre di Londra (2015)
- Canto di Natale da Charles Dickens, regia di Phelim McDormatt. Noël Coward Theatre di Londra (2015)
- Guys and Dolls, libretto di Jo Swerling e Abe Burrows, colonna sonora di Abe Burrows, regia di Gordon Greenberg. Phoenix Theatre di Londra (2016)
- The House They Grew Up In di Deborah Bruce, regia di Jeremy Herrin. Chichester Theatre Festival di Chichester (2017)
- Il ventaglio di Lady Windermere di Oscar Wilde, regia di Kathy Burke. Vaudeville Theatre di Londra (2018)
- Le Dieu du carnage di Yasmina Reza, regia di Lindsay Posner. Theatre Royal di Glasgow, Cambridge Arts di Cambridge (2020)
- Le allegre comari di Windsor di William Shakespeare, regia di Blanche McIntyre. Royal Shakespeare Theatre di Stratford-upon-Avon (2024)

## Doppiatrici italiane
Nelle versioni in italiano delle opere in cui ha recitato, Samantha Spiro è stata doppiata da:
- Antonella Rinaldi in Io prima di te, Doctor Who
- Roberta Paladini ne Il Trono di Spade
- Roberta Greganti in Sex Education
- Anna Rita Pasanisi in One Life
- Alessandra Korompay ne L'amore e la vita - Call the Midwife
- Cinzia Villari in Missing You
- Franca D'Amato in Scomode verità

Da doppiatrice è sostituita da:
- Emanuela Baroni in Anna Frank e il diario segreto